# Нижні Кібечі
Нижні Кібе́чі (рос. Нижние Кибечи, чув. Анаткас Кипеч) — присілок у складі Канаського району Чувашії, Росія. Входить до складу Середньокібецького сільського поселення.
Населення — 347 осіб (2010; 405 у 2002).
Національний склад:
- чуваші — 97 %